# Caudalia insularis
Caudalia insularis is een spinnensoort in de taxonomische indeling van de Prodidomidae.
Het dier behoort tot het geslacht Caudalia. De wetenschappelijke naam van de soort werd voor het eerst geldig gepubliceerd in 1980 door G. G. Alayón.